# زنقة الصياغين

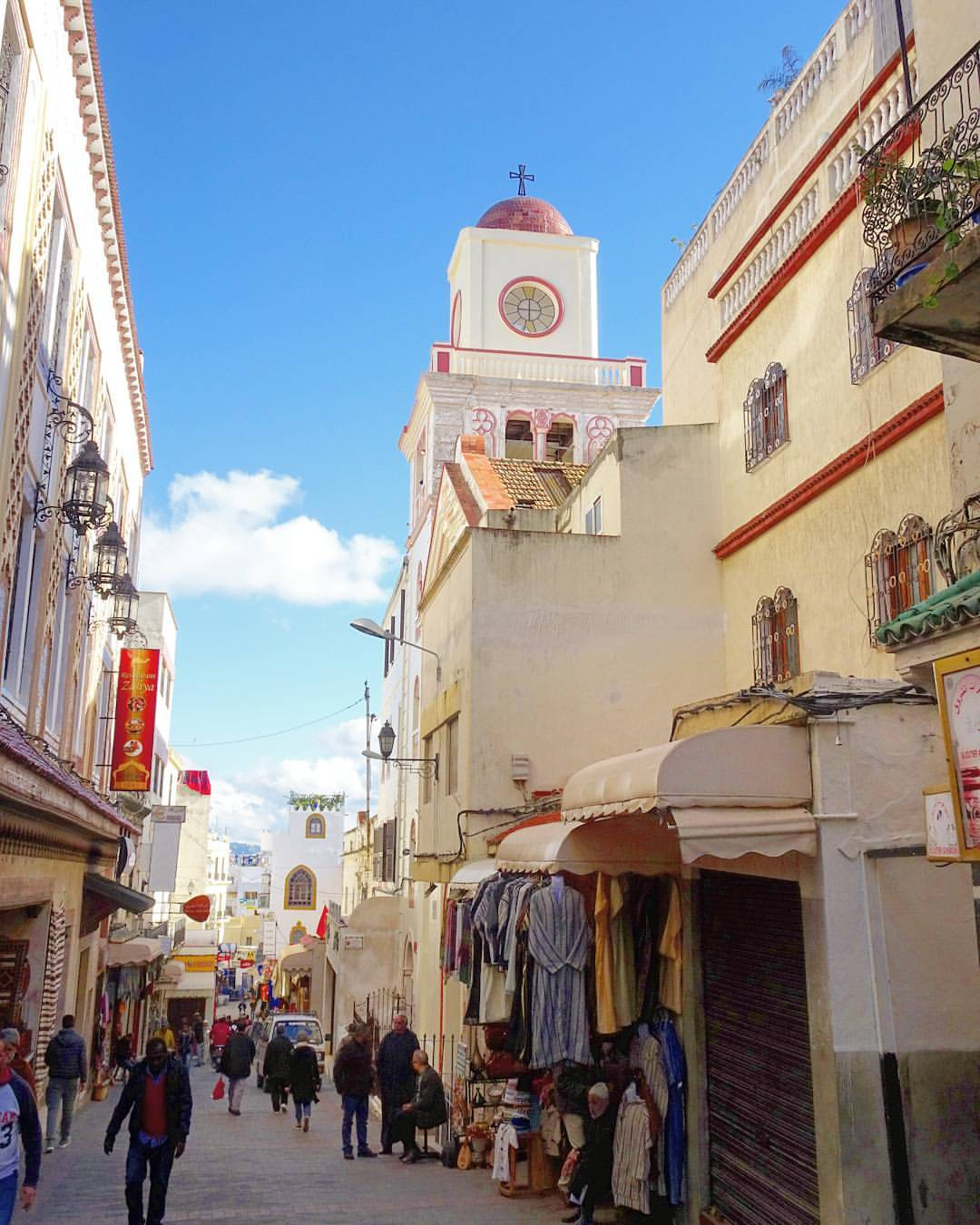
صورةٌ من داخل زنقة الصياغين في الطريقِ المؤدية لسوق الدخيل.

زنقة الصياغين أو شارع الصياغين ويعني في اللغة العربيّة شارع صائغي الفضّة هو شارعٌ معروفٌ وقديمٌ في مدينة طنجة بالمغرب، فتحتَ الحكم الروماني كان هذا الشارع هو الطريق الرئيسي للمدينة، حيث كان يقودُ إلى الميناء عبر البوابة الجنوبية، أما اليوم فهو شارعٌ مفعمٌ بالحياة حيث تصطَفُّ على جانبيه المقاهي والحانات ومحلات بيع التذكارات، ويؤدي مباشرةً إلى سوق الدخيل في مدينة طنجة العتيقة.

## البنايات
هذه قائمةٌ بأبرز البنايات التي تتخذُ من شارع الصياغين مقرًا لها:
- يُوجد في البناية رقم 44 مؤسسة لورين (بالإنجليزية: Fondation Lorin)‏ وهي مركزٌ للفنون يقع يمتدُّ على طول الشارع تقريبًا ويضمُّ معروضاتٍ يعود تاريخها إلى ثلاثينيات القرن العشرين.
- في البناية رقم 47 تُوجد دار نيابة، وهي مبنى إداري سابق مشهور بفنائه الذي يُزرع فيه البرتقال. في الفترة الممتدة من 1851 إلى 1920، كان المبنى بمثابة مقر إقامة النائب، وهو المسؤول الكبير حينها الذي كان بمثابة الوسيط بين السلطان والسفراء الأجانب.
- في البناية رقم 51 تقعُ كنيسة الحبل بلا دنس، وهي الكنيسة التي بناها الإسبان في ثمانينات القرن التاسع عشر وأصبحت في فترةٍ من الفتراتِ مركزًا للطائفة المسيحية بطنجة.